# غريغور ورمز المخلب
غريغور ورمز المخلب (بالإنجليزية: Gregor and the Code of Claw)‏؛ رواية فنتازية ضمن أدب الأطفال، من تأليف الروائية الأمريكية سوزان كولنز، صدرت عن مؤسسة إستلاستيك في 3 أبريل 2007، وهي خامس روايات خماسية سجلات أندرلاند.